# ライフ・エクステンション研究所付属永寿総合病院
公益財団法人ライフ・エクステンション研究所 付属永寿総合病院（こうえきざいだんほうじんライフ・エクステンションけんきゅうじょふぞく えいじゅそうごうびょういん、英語: Eiju General Hospital）は、東京都台東区にある医療機関。公益財団法人ライフ・エクステンション研究所が運営する病院である。単に永寿総合病院と呼ばれる場合が多い。
生活習慣病検診の草分けであり、｢活動年齢の延長｣を理念に、内科系・外科系・産科、婦人科・小児科等の科を有する。台東区唯一の中核病院である。

## 沿革
医師・倉内喜久雄（1897年12月9日 - 1979年10月3日）により、高齢医学の発展とその普及を目的とする病院として構想された。倉内は日本工業倶楽部会員を通じて賛同を募った。賛同者による社団法人は長寿保持の意味を込めたユニークな名前にしようと「ライフ・エクステンション倶楽部」となった。資金は債券（病床債券、1口30万円、年利6%、元本2年据置の7年満期）を発行して調達し、土地建物は日本水産の本社が丸の内に移転したことにより空きビルとなっていた南稲荷町114番地（住居表示により現在は元浅草2-11-7）の建物を同社より買収。全面改修して利用する計画を立てたものの、改修費用が7000万円の高額に上ることが判明し、いったんは開院が危ぶまれた。工事については協和銀行などの紹介により地元の日本電設工業が引き受け、1956年の紀元節（2月11日）に開院日を定めて急ピッチの工事が行われた。病院名も長寿保持の意味を込めて「永寿病院」と決まった。
当初の病床数は一般105床、結核55床。診療科は内科・外科・産婦人科・精密総合検査（人間ドック）。医師の人事は倉内の出身大学である慶應義塾大学の医学部に依存する形になった。複式簿記を導入して原価計算を行い、公認会計士の監査を受けるなど企業会計の手法を開院時から導入している。のち3月1日に耳鼻咽喉科、6月1日に眼科が加わり、1959年6月17日には交通外傷などの治療に不可欠な整形外科を設置した。1981年、道路を隔てて隣接する元浅草2丁目7番納豆会館の南側に新館を建設。
2002年2月、同じ区内の旧西町小学校跡地へ新築（400床）、移転した。東京都立台東病院や日本私立学校振興・共済事業団下谷病院の廃止により病床や産科医療の一部を失った台東区は、地域医療の担い手としての永寿総合病院を支援している。

## 年表
- 1953年5月8日 - 社団法人ライフ・エクステンション倶楽部、認可を受ける。
- 1956年
  - 2月11日 - 社団法人ライフ・エクステンション倶楽部付属永寿病院として開設。初代院長倉内喜久雄就任。病床数160床、従業員数は60名。
  - 3月1日 - 耳鼻咽喉科を増設。
  - 4月28日 - 救急医療機関に指定。
  - 4月30日 - 優生保護法指定医療機関に指定。
  - 6月1日 - 眼科を増設。
- 1959年
  - 6月17日 - 整形外科を増設。
  - 12月15日 - 小児科を増設。
- 1962年5月8日 - 一般病床を49床増床、病床数219床に。
- 1963年5月5日 - 結核病床を一般病床に転換。
- 1965年11月26日 - 総合病院として許可され｢社団法人ライフ・エクステンション倶楽部付属永寿総合病院｣と改称。
- 1967年2月1日 - 法人格を財団法人に変更。ライフ・エクステンション研究所付属永寿総合病院と改称。
- 1969年7月11日 - 2代院長土屋博文就任。
- 1973年5月1日 - 泌尿器科を増設。
- 1975年1月1日 - 脳神経外科を増設。
- 1981年
  - 9月1日 - 病床数230床に増床。
  - 10月1日 - 3代院長原田歳久就任。
- 1989年9月 - 『永寿総合病院紀要』の発行を開始。
- 2000年
  - 9月18日 - 日本医療機能評価機構に「一般 病院種別A」で認定。
  - 10月 - 緩和ケア病棟開設。
- 2002年2月 - 台東区元浅草2-11-7から現在地に移設。
- 2009年12月 - 「柳橋病院」（2014年4月「永寿総合病院柳橋分院」へ改称）80床を新築開院。
- 2012年4月 - 公益財団法人として認可。

## 診療科
- 内科系
  - 総合内科
  - 神経内科
  - 消化器内科
  - 循環器内科
  - 呼吸器内科
  - 小児科
  - 糖尿病・内分泌内科
  - 腎臓内科
  - 血液内科
- 外科系
  - 外科
  - 脳神経外科
  - 呼吸器外科
  - 整形外科
  - 眼科
  - 耳鼻咽喉科
  - 皮膚科
  - 放射線科
  - 泌尿器科
  - 産婦人科
- 放射線科
- 麻酔科
- リハビリテーション科
- メンタルケア科
- 緩和ケア科
- 病理診断科

## 保険事項
- 保険医療機関
- 労災保険指定医療機関
- 身体障害者福祉法指定医の配置されている医療機関
- 生活保護法指定医療機関
- 戦傷病者特別援護法指定医療機関
- 原子爆弾被害者医療指定医療機関
- 公害医療機関
- 母体保護法指定医の配置されている医療機関
- 臨床研修指定病院
- DPC対象病院

## 指定機能
- 救急告示医療機関
- 休日・全夜間診療事業実施医療機関
  - 内科系
  - 外科系
- 災害拠点病院
- 地域型認知症疾患医療センター

## 新型コロナウイルス感染
- 2020年（令和2年）
  - 3月25日、都は永寿総合病院の入院患者・70歳代男性が新型コロナウイルスの感染で死亡したと発表。また、同病院の女性医療従事者と入院患者の2名の感染が判明、病院関係者の感染者が4人になった[2]。
  - 3月26日、都は都内で41人の新型コロナウイルス感染を確認と発表。このうち11人は永寿総合病院の関係者で、都は院内感染の疑いがあると判断し、同日、医療法に基づく立ち入り検査に入った[3]。
  - 3月27日、都は都内で47人の新型コロナウイルス感染を確認したと発表。このうちの10人は永寿総合病院の患者らで、同病院に関係する感染者は計25人になった。また、慶應義塾大学病院でも男性患者3人の感染が判明。永寿総合病院から19日に転院してきた感染者と同じ病室に入院していた[4]。
  - 3月28日、院内感染の連鎖が相次ぎ、医療不安が広がっている。永寿総合病院で患者らの集団感染が発生。27日には感染者が40人に膨れ上がり患者の転院先でも感染者が相次いだ[5]。
  - 3月29日、都は都内の新型コロナウイルスの感染者が最多の68人確認したと発表。うち27人は集団感染が起きた永寿総合病院の入院患者や医療従事者。都内で60人超す感染者は2日連続となった[6]。
  - 3月31日、都は都内の新型コロナウイルスの感染者が新たに78人確認したと発表。78人のうち、集団感染が発生している永寿総合病院の関係者が14人含まれている[7]。
  - 4月2日、都内で2日、新型コロナウイルスの感染者が新たに92人確認された。患者らの間で感染が広がっている永寿総合病院や慶応大学病院での陽性者30人以上が含まれている[8]。
  - 4月3日、都は3日、都内で新たに89人の新型コロナウイルスの感染を確認したと発表した。集団感染が発生している永寿総合病院の関係者は13人で、同病院での感染者は計140人となった。すでに感染が判明していた入院患者2人が死亡し、同病院に関係する死者は9人となった[9]。
  - 4月11日、台東区が永寿総合病院を支援する協議会設立を発表[1]。
  - 4月11日、新型コロナウイルスの集団感染が発生している永寿総合病院の院長は9日、「患者様、ご家族様に心よりお詫わび申し上げます」と謝罪した。同日までに入院患者94人、職員69人が感染し、入院患者計20人が死亡した[10]。
  - 4月14日、都は14日、都内で新たに161人の新型コロナウイルス感染を確認したと発表した。すでに感染が判明していた男性5人が死亡した。このうち4人は集団感染している永寿総合病院の入院患者である[11]。
  - 7月1日、湯浅祐二院長が会見し、入院患者2人の感染が確認された3月23日以降、214人の感染が判明し、入院患者43人が死亡したことを明らかにした[12]。

## クラウドファンディング
- 2020年3月に当院内で新型コロナウイルス感染症の院内感染が起き、運営継続の危機も迎え、医療従事者は、家にも帰れずホテルに寝泊まりし、家族とも会うことができない中、業務に当たっていた。医療従事者の労働に対する対価を守りたいというOB・OGの医師、現職の職員を含め任意団体を立ち上げた（永寿総合病院を応援する会）。当初の目標額は2,000万円で、その資金は、全看護師約400名への1人5万円ずつ手当てとして、充当することとした。またもし4,000万円まで集れば、看護師職員以外の全職種約400名に1人5万円ずつ手当てを支給し、看護師を含めた全職員合計約800名に手当てを充当することとしていた。結果的に、7月31日に終了したクラウドファンディングには49,462,000円が集まった[13]。

## 不祥事
- 2020年1月13日 - 男性介護士（32歳）が、患者の病室内でビニール袋の中に自ら排泄し、それを同病院に入院していた寝たきりの70代から80代患者、男女3名の衣類に付着させた。取り調べに対し「ヘルパーの仕事が大変でストレスがたまり、だれも手助けしてくれないので、鬱憤を晴らすためにやった」と容疑を認めているという。警視庁は1月13日、男性介護士を偽計業務妨害の疑いで逮捕[14]。

## 交通アクセス
- JR東日本宇都宮線/高崎線/京浜東北線/山手線/常磐線/上野東京ライン「上野駅」下車 徒歩7分
- 東京メトロ銀座線/日比谷線「上野駅」下車 徒歩7分
- 京成電鉄京成本線「京成上野駅」下車 徒歩10分
- 台東区循環バスめぐりん「南めぐりん」で「永寿総合病院」下車 徒歩2分・「東西めぐりん」で「永寿総合病院東」下車 徒歩1分
- 都営バス上23系統・上46系統・草39系統ほかで「下谷神社前」下車 徒歩6分
- 都営バス都02系統「東上野一丁目」下車 徒歩6分